# Chelonus carinatikovi
Chelonus carinatikovi är en stekelart som först beskrevs av Roy D. Shenefelt 1973.  Chelonus carinatikovi ingår i släktet Chelonus och familjen bracksteklar. Inga underarter finns listade i Catalogue of Life.